# Strula
Strula är en svensk TV-serie som hade premiär på SVT Play den 4 april 2021. Den är en dramaserie för en ungdomspublik och med romantik som ämne. Första säsongen består av tolv avsnitt. Den åttonde säsongen hade premiär på SVT Play den 21 augusti 2024. Serien, som är skapad av Evanna Högberg, Madeleine Adaktusson och Ida Krasse är baserad på djupintervjuer med yngre tonåringar.

## Handling
Serien kretsar kring ett ungdomsgäng bestående av bland andra Ella och Nadia. De ställs inför olika kärleksdilemman och pressen att kunna stå emot grupptryck.

## Rollista (i urval)
- Maya den Engelse - Ella
- Filippa Hansson Neitorp - Nadia
- Zakarias Enberg - Leon
- Ted Tuomarila - Bastian
- Rasmus Kamerer - Gustav
- Disa Lindhe Lints - Ingrid (säsong 1–4)
- Pua Cavonius de Arteaga - Saga (säsong 1–4)
- Emilia Grönvall -  Bella (säsong 1)
- Daphne Törnqvist - Alva
- Amira Dalquist - Molly
- Hugo Persliden - Joel (säsong 1)
- Vincent Holmgren - Adam
- Ivan Lindberg - Liam (säsong 1-4)
- Sonja Jarenskog - Justine (säsong 2–)
- Philip Flensburg - Frans (säsong 2)
- Rayan Khosropour Tehrani - Diamant (säsong 3, 5, 7, 8)
- Essie Wallin - Amie (säsong 3, 5)
- Eli Dahl Oud - Sam (säsong 3)
- Alva Apelgren - Nicole (säsong 4–)
- Hannah Söderberg - Kiara (säsong 4–)
- Eric Caris Tilgman - Alexis (säsong 4–6)
- Saga Springcorn - Kajsa (säsong 5)
- Linnea Einars Nyman - Lara (säsong 6)
- Billie-Lo Julin Teah - Lykke (säsong 6–)
- Donia Movazzafi - Michelle (säsong 7–)